# 木村芥舟
木村 芥舟（きむら かいしゅう、文政13年2月5日（1830年2月27日) - 明治34年（1901年）12月9日）は、江戸幕府末期（幕末）の旗本（幕臣）。位階は正五位。諱は喜毅（よしたけ）。
幕府海軍軍制取締、浜御殿添奉行、本丸目付、長崎海軍伝習所取締、軍艦奉行、勘定奉行等幕府の要職を歴任。咸臨丸の総督を務め、明治維新後は完全に隠居し、福澤諭吉と交遊を重ねて詩文三昧の生活を送った文人である。
死没の日付で正五位に叙されているが、幕末の幕閣で明治以後に位階勲等を受けた者は木村を含めて、川路聖謨（贈従四位）、岩瀬忠震（贈正五位）、池田長発（贈正五位）の4名だけである。「幕末の四舟」の1人に名を連ねることもある（ただし木村は、死後の日付での「贈位」ではなく、死去の日付での「叙位」である）。

## 生涯

### 生い立ち
7代続く浜御殿奉行（身分は旗本）の木村喜彦（よしひさ）の子として生まれる。幼名は勘助。水野忠邦に命じられ、天保13年（1842年）、浜御殿奉行見習として初出仕する。12代将軍徳川家慶の寵恩により、老中・若年寄、三奉行（勘定奉行・寺社奉行・町奉行）に列して将軍家の能舞への出席を許されるなど若くして才能を嘱望される。林檉宇に師事して学び、弘化元年（1844年）に両番格となる。
安政2年（1855年）に講武所に出仕。安政3年（1856年）、老中・阿部正弘によって西の丸目付に登用された。この際に木村を強く推薦したのが林家就学時代の先輩の岩瀬忠震だった。阿部正弘の下では岩瀬、大久保忠寛（一翁）と並んで重用され、目付のまま長崎表御用取締を命ぜられ、長崎奉行の職務の監察に当たる。

### 長崎海軍伝習所
安政4年（1857年）、長崎に赴任した木村は長崎海軍伝習所の取締に就任する。赴任当初の伝習所は多くの生徒が丸山の遊郭などの悪所に入り浸るなど風紀が乱れており、奉行所も彼らを別格扱いして特に取締りは行っていなかった。
木村は長崎奉行・岡部長常と協力して風紀の引き締めを行い、宿舎の狭い部屋に大人数を押し込めておくことによるストレスが悪所通いの一因と見て、伝習所近辺の空き屋敷を借り上げるなどして生徒の住環境の改善を併せて行った。また、それまで長崎周辺の狭い海域に限られて行われていた訓練航海を、他藩の領海を含めた広い海域で行えるようにし、生徒の操艦技術の向上に寄与した。
また、伝習所においてペルス・ライケン、カッテンディーケらオランダ人教官らと交流できたことは、後年の渡米の際に役立つことになった。長崎を去る際、木村は厚誼の礼として家伝の太刀をカッテンディーケに贈っている。伝習所では薩摩藩主島津斉彬、佐賀藩主鍋島直正の2名と個別に会合して諸藩の海軍事情を探り、特に斉彬の器量の大きさに感心したという。
安政6年（1859年）5月、木村は海軍伝習所の閉鎖に伴って江戸に帰り、目付に復帰する。一橋派と南紀派の争いが激しくなる中、木村はいずれにも属さずに目付局にいながら、外国御用立合、神奈川開港取調を経て召し出され、大老井伊直弼の下に軍艦奉行並を仰せつけられた。井伊は、安政の大獄にあたって同僚の岩瀬忠震1人を狙いうちにしたため岩瀬は蟄居となり、その上、家禄も取り上げられた。

### 渡米

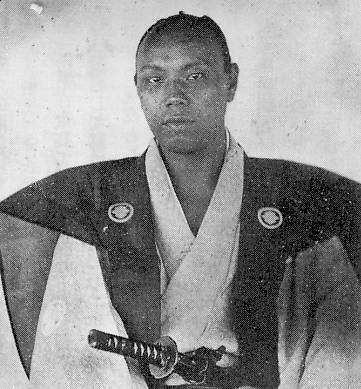
1860年の肖像写真（慶應義塾福澤研究センター所蔵）

万延元年（1860年）、前年6月に締結された日米修好通商条約の批准のためアメリカに使節を派遣することになった。この時、軍艦奉行・水野忠徳の建議で、米艦ポーハタン号を使用する正使新見正興一行とは別に咸臨丸を派遣することになった。9月10日、軍艦奉行並に任じられていた木村は咸臨丸の司令官として、軍艦奉行に任じられる。咸臨丸の司令官に就任するにあたっての航海手当は小栗忠順と同格であった。
木村は乗組士官を選考し、まず佐々倉桐太郎、鈴藤勇次郎、浜口興右衛門を運用方として任命し、測量方として小野友五郎、伴鉄太郎、松岡磐吉を任命し、蒸気方に肥田浜五郎、山本金次郎ら軍艦操練所・海軍伝習所の関係者を選定した。従者としては福澤諭吉を連れて行くことになった。その他、通訳にはアメリカの事情に通じた中浜万次郎を、その他才覚を表し始めていた勝海舟を同乗させるなど、勘定所から巨費を受けて出帆準備を進めた。また、航海の道案内と米国側との連絡のため、海軍大尉ジョン・ブルックを始めとする米国の軍人の乗艦を幕府に要請し、反対する日本人乗組員を説得して認めさせた。
万延元年1月19日、浦賀を発った咸臨丸は2月26日にサンフランシスコに到着し、木村ら一行は遅れて到着した正使一行と共に市民の熱烈な歓迎を受けた。また、公式の歓迎行事の他に咸臨丸が修理を受ける間、現地の人々との交流も行っている。ワシントンへ向う正使一行と別れ、閏3月19日にサンフランシスコを発った咸臨丸はハワイ王国のホノルルを経て、5月5日に浦賀へと帰還した。

### 帰国後
帰国後の木村は井上清直と共に軍艦奉行の職務に復帰、幕府海軍の創設を目指して様々な活動を行っている。
文久元年（1861年）5月21日に軍制掛となり、事実上の幕府海軍長官となる。文久元年（1861年）6月2日、軍艦組を創設。翌文久2年（1862年）には御船手組を統合し小普請組からも人数を補充することで海軍の組織としての体裁を整えた。
文久2年5月2日、初の国産蒸気式軍艦「千代田形」の建造を開始（完成は5年後の慶応3年（1867年）までかかった）。併せてアメリカとオランダに軍艦計3隻（富士山丸、東艦、開陽丸）を発注する。同年6月18日、9名の留学生をオランダに派遣。この時派遣されたメンバーには榎本武揚・赤松則良をはじめ、西周・林紀など、海軍だけでなく後に明治の政治・教育・医学分野の発展に貢献する人物も含まれていた。
木村は、日本周辺海域を6つに分割し、それぞれの海域防備を担当する艦隊を江戸・函館など6箇所に配置する構想をもっていたが、幕府首脳には必要な艦船の調達と人員の育成に時間がかかるとの理由で却下される。また海軍に優秀な人材を集めるため、身分によらない人材登用と西洋の軍隊を模した階級・俸給制度の導入を建議したが、これも身分制度の崩壊を懸念する幕府首脳には受け入れられなかった。こうして文久3年（1863年）9月26日、失意の内に軍艦奉行の職を去ることになる。
元治元年（1864年）、木村は開成所の頭取に就任、次いで目付に再任され幕政に復帰する。外国御用立合及び海陸備向掛となるが、翌慶応元年（1865年）、長州征討のため上洛して、兵庫開港問題を巡って老中・小笠原長行と対立し、罷免された。慶応2年（1866年）、再び軍艦奉行並となり小栗忠順・勝海舟らと共に海軍の組織整備を進め、翌慶応3年には幕府海軍に西洋式の階級・俸給制度が導入され、近代海軍の基礎が創られた。慶応4年（1868年）には勘定奉行に進み、戊辰戦争では江戸城開城の事務処理を務めた。徳川慶喜が水戸へ退去するにあたって幕閣を辞任し、明治維新と共に新銭座の住居を畳んで身辺整理を行い、江戸を出てしばらく山奥の神官の下に身を寄せた。

### 晩年・福澤諭吉との交遊
明治新政府からもその実力を評価されて、仕官の誘いがあったが、木村はそれらを全て謝絶して完全に隠居し、親友の福澤諭吉と交遊しながら、詩文を読む生活を送ったといわれている。慶應義塾の面倒も見ており、親睦会でたびたび塾を訪れたり、芝・新銭座の有馬家中津屋敷に土地を用意したりしている。
福澤との関係を論じる場合は、勝海舟は切って離すことの出来ない人物である。規則には常に厳しく「公明正大」を信条としていた木村に対し、柔軟かつ奔放であった勝とは海軍伝習所時代よりあまり折が合わなかったようである。咸臨丸での渡米の際は、勝は艦長でありながらも出港前より大腸カタルを患っていたためにろくろく指揮が出来なかったが、上陸するとアメリカ人と対等に会話をしていたので、それも木村や福澤の目には良く映らなかったようである（福澤は読み書きは不便なく出来たが、会話は不得手だった）。こういった事情もあり、福澤は咸臨丸搭乗の件でも木村に恩があり、それを抜きにしても深く尊敬していたこともあり、勝を心底嫌っていた。勝は明治維新後に伯爵・枢密顧問官の地位に昇ったため、これを忠義に反するとみた福澤は勝への嫌悪感を決定的なものにした。
ただし維新後はもとより、維新以前の木村と勝の仲は、福澤の勝に対するようなものではなく、互いに馬が合わない程度のものであった。木村にとっての生涯の知己は岩瀬忠震と福澤であり、福澤の死後の明治34年（1901年）3月3日『時事新報』に木村は『福澤先生を憶う』という切々たる長文を寄せている。この他、福澤は特に木村の息子の浩吉に目をかけていたばかりでなく、維新後に収入の無くなった木村家を援助し続けた。
明治14年（1881年）には漢文の随筆『菊窓偶筆』『黄粱一夢』や『三十年史』（序文・福澤諭吉）を、福澤の協力によって交詢社から私費で出版した。日誌『備忘小録』の記録も残っている。
明治34年（1901年）12月9日に72歳で死去した。戒名は芥舟院穆如清風大居士。千駄ヶ谷の瑞円寺に埋葬されたが、昭和8年（1933年）に青山墓地にへ改葬された。

## 年譜
※日付は明治4年までは旧暦。改元のあった年は改元後の元号を優先。
- 文政13年（1830年）2月5日、浜御殿役宅にて誕生。
- 天保13年（1842年）3月13日、浜御殿奉行見習。
- 弘化元年（1844年）、両番格・浜御殿添奉行。
- 安政2年（1855年）
  - 2月5日、講武所出役。
  - 9月15日、西の丸目付に就任。
- 安政3年（1856年）
  - 2月10日、本丸目付。
  - 12月16日、長崎表取締。
- 安政4年（1857年）5月、長崎海軍伝習所取締および医学館学問取締。
- 安政6年（1859年）
  - 9月10日、軍艦奉行並。
  - 11月27日、遣米副使拝命。
  - 11月28日、軍艦奉行。従五位下・摂津守に叙位・任官。
- 万延元年（1860年）
  - 1月19日、咸臨丸、浦賀を出帆。
  - 5月5日、浦賀に帰還。
- 文久元年（1861年）
  - 5月11日、海陸御備向、軍制取調を拝命。
- 文久3年（1863年）9月26日、軍艦奉行辞職。
- 元治元年（1864年）
  - 4月9日、開成所頭取に就任。
  - 12月11日、家督相続。
  - 12月15日、目付再任。
- 慶応元年（1865年）11月、罷免。
- 慶応2年（1866年）7月26日、軍艦奉行並再任。
- 慶応3年（1867年）6月25日、軍艦奉行再任。
- 慶応4年（1868年）
  - 2月18日、海軍所頭取就任。
  - 3月22日、勘定奉行勝手掛兼任。
  - 7月26日、隠居。
- 明治34年（1901年）12月9日、正五位に叙せられる。同日22時、麹町区土手三番町の自宅で死去。

## 逸話
- 初出仕の際、父親が年齢（官年）を17歳と偽って幕府に届け出ていた（実際は12歳）。
- 渡米の際、木村は咸臨丸の乗組員たちが西洋の軍人に対して見劣りがしないように、士分の者には加増、それ以外の者達にも相応の俸給を幕府に要望したが受け入れられなかったため、家財を処分して3千両の資金を捻出してこれに充てた。幕府からも渡航費用として5百両を下賜されたが、これにはほとんど手を付けず、帰国後に返還している。
- サンフランシスコ入港後、木村は乗組員らに「無断外泊の禁止」「単独行動の禁止」「私的な飲食（飲酒）の禁止」などを通達したので、咸臨丸の一行は現地の人々との間にトラブルをほとんど起こさず、その礼儀正しさを賞讃された。
- サンフランシスコで新聞社を訪問した時に、印刷した名刺をプレゼントされた。これによって、日本人として最初に印刷した名刺を使用した人物とされる。名刺には次の文字が印刷されていた。

- 木村のことを終生尊敬していた福澤諭吉は、維新後の木村家に経済的な援助を続けていた。日清戦争に出征した木村の息子・浩吉に宛てた黄海海戦の勝利を祝う手紙に「万が一、君が討死しても、ご両親の面倒は私の命が続く限り見るから安心しなさい」とつづっている[6]。戦後、浩吉が福澤を訪ねて「自分も昇進して生活も安定したので」と援助の辞退を申し出ると、「貴方に援助している訳ではない、お父上に心尽くしをしているだけだ」と怒られたという。

## 家系
木村家は初代・昌高が甲府藩主徳川綱重に仕え、2代・政繁が綱重の子で6代将軍となった徳川家宣の江戸入りに従って旗本に列した。3代・茂次から6代目の喜彦まで代々浜御殿添奉行・同奉行を務める。家紋は松皮菱。
姉の久邇は、桂川家7代目当主の桂川国興に嫁いでおり、久邇と甫周の娘が今泉みねである。

### 子女
※長男は早世
- 次男・木村浩吉：海軍少将
- 長女・利子
- 三男・木村駿吉：海軍技師、教育者、日本無線電信電話会社取締役
- 次女・清：海軍軍人・鈴木大三郎に嫁す